# Jetour X95
El Jetour X95 és un crossover de mida mitjana SUV produït per Chery amb la marca Jetour (divisió de Chery Commercial Vehicle).

## Overview

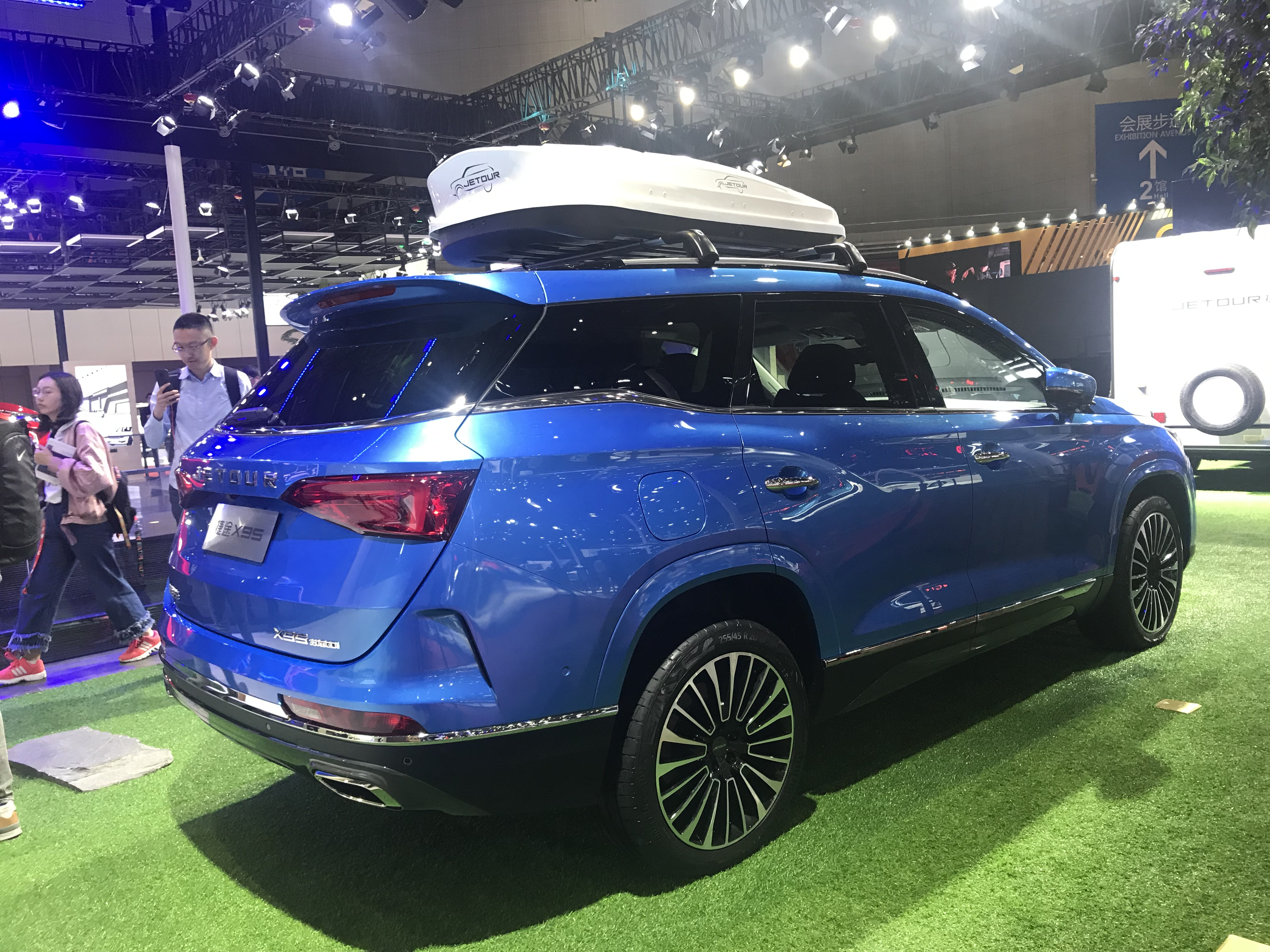
Jetour X95 posterior

El X95 es va presentar a l'Auto Shanghai l'abril de 2019. El vehicle de fins a set places es ven a la Xina des del novembre de 2019.
Chery Tiggo 7, Chery Tiggo 8 i Jetour X90 utilitzen la mateixa tecnologia.
El SUV funciona amb un motor de gasolina d'1,5 litres turbo amb una potència de 115 kW (156 CV) o un motor de gasolina d'1,6 litres turbo amb una potència de 145 kW (197 CV).